# گوردون براون (بازیکن فوتبال، زاده ۱۹۷۹)
گوردون براون (انگلیسی: Gordon Brown؛ زادهٔ ۲۱ اکتبر ۱۹۷۹) بازیکن فوتبال اهل اسکاتلند است.